# Templeux-le-Guerard Communal Cemetery Extension
Templeux-le-Guerard Communal Cemetery Extension is een Britse militaire begraafplaats met gesneuvelden uit de Eerste Wereldoorlog en ligt in de Franse dorp Templeux-le-Guérard (Somme). De begraafplaats werd ontworpen door Arthur Hutton en grenst aan de noordelijke rand van de gemeentelijke begraafplaats van Templeux. Ze heeft een rechthoekig grondplan met een oppervlakte van 729 m² en wordt omsloten door een lage natuurstenen muur. Een pad van ongeveer 20 m leidt dwars door de gemeentelijke begraafplaats naar de toegang van de militaire begraafplaats. Een trappartij met een zeventiental treden leidt naar het terrein met de graven dat op een lager niveau ligt dan de gemeentelijke begraafplaats. Het Cross of Sacrifice vormt  één geheel met deze trappartij.

## Geschiedenis
Templeux-le-Guérard werd begin april 1917 door Britse troepen ingenomen maar werd op 21 maart 1918 tijdens het Duitse lenteoffensief door hen veroverd. Op 18 september werd het heroverd door de 15th Suffolks van de 74th (Yeomanry) Division.
De uitbreiding werd onmiddellijk na de verovering van het dorp door de 59th (North Midland) Division aangelegd en tot oktober 1917 verder gebruikt door de 34th en andere divisies. In maart 1918 werden door de Duitsers ook Britse slachtoffers begraven en in september en oktober 1918 opnieuw door de Britten.
Op de begraafplaats liggen 126 geïdentificeerde gesneuvelden waaronder 106 Britten en 20 Australiërs. Er liggen ook vijf niet geïdentificeerde slachtoffers. Eén Britse soldaat (W.H. Stokes) wordt herdacht met een Special Memorial  en men vermoedt dat hij onder een naamloze grafzerk ligt. Een andere Brit (W.R. Winterman) wordt ook herdacht met een Special Memorial omdat zijn graf niet meer gelokaliseerd kon worden. Twaalf Britse slachtoffers worden herdacht met een Duhalow Block  omdat zij oorspronkelijk begraven werden in de Duitse uitbreiding (German Extension) maar hun graven werden bij hevig granaatvuur vernietigd. De graven van vier Amerikaanse soldaten en zeven Duitse soldaten werden overgebracht naar andere begraafplaatsen.
De begraafplaats wordt onderhouden door de Commonwealth War Graves Commission.

### Onderscheiden militairen
- P.L. Hill, sergeant bij de Royal Garrison Artillery werd onderscheiden met de Distinguished Conduct Medal (DCM).
- Onderluitenant Sydney Herbert Bressey (Royal Engineers), sergeant M. Duggan (Royal Garrison Artillery), kanonnier W.W. Whiteley (Royal Field Artillery), geleider Andrew Gordon Dunsford (Australian Infantry) en soldaat Joseph Ellison ((Australian Infantry) werden onderscheiden met de Military Medal (MM).